# Thomaz Bellucci
Thomaz Cocchiarali Bellucci (ur. 30 grudnia 1987 w Tietê) – brazylijski tenisista, reprezentant w Pucharze Davisa, olimpijczyk.

## Kariera tenisowa
Zawodowy tenisista w latach 2005–2023.
Początkowo grywał w turniejach z serii ITF Futures oraz ATP Challenger Tour. W turniejach rangi ATP Tour pierwszy finał osiągnął w lutym 2009 roku w Costa do Sauípe. Mecz o tytuł przegrał z Tommym Robredo. Na przełomie lipca i sierpnia tegoż sezonu w Gstaad Bellucci wygrał pierwszy turniej kategorii ATP Tour, pokonując w finale Andreasa Becka. W lutym roku 2010 zwyciężył po raz drugi w zawodach ATP Tour, w Santiago. Po drodze pokonał m.in. Fernando Gonzáleza, a w finale Juana Mónaco. W lipcu 2012 roku ponownie zwyciężył w Gstaad, tym razem po finałowym pojedynku z Janko Tipsarevicia. W październiku tego roku osiągnął też finał rozgrywek w Moskwie, gdzie uległ Andreasowi Seppiemu. Brazylijczyk w maju 2015 roku czwarte zwycięstwo kategorii ATP Tour 250 odniósł w Genewie po pokonaniu João Sousy. W lutym 2016 roku został finalistą zawodów w Quito, po przegranym finale z Víctorem Estrellą, a w kwietniu 2017 przegrał finał w Houston ze Steve’em Johnsonem.
W lipcu 2013 roku Brazylijczyk wygrał po raz pierwszy zawody z cyklu ATP Tour w grze podwójnej, w Stuttgarcie, w parze z Facundo Bagnisem.
W latach 2007–2017 reprezentant Brazylii w Pucharze Davisa. Wygrał 21 z 46 rozegranych meczów singlowych oraz odniósł 1 zwycięstwo deblowe.
W 2008, 2012 i 2016 roku Bellucci reprezentował Brazylię na igrzyskach olimpijskich. W singlu najlepszy rezultat uzyskał w Rio de Janeiro (2016) dochodząc do ćwierćfinału, natomiast w deblu najdalej awansował do 2 rundy, również w Rio de Janeiro. Bellucciemu partnerował w konkurencji gry podwójnej André Sá.
W rankingu gry pojedynczej Bellucci najwyżej był na 21. miejscu (26 lipca 2010), a w klasyfikacji gry podwójnej na 70. pozycji (15 lipca 2013).

### Finały w turniejach ATP Tour
| Legenda                                      |
| -------------------------------------------- |
| Wielki Szlem                                 |
| Igrzyska olimpijskie                         |
| Tennis Masters Cup / ATP Finals              |
| ATP Masters Series / ATP Tour Masters 1000   |
| ATP International Series Gold / ATP Tour 500 |
| ATP International Series / ATP Tour 250      |

#### Gra pojedyncza (4–4)
| Końcowy wynik | Nr | Data                 | Turniej         | Nawierzchnia  | Przeciwnik       | Wynik finału     |
| ------------- | -- | -------------------- | --------------- | ------------- | ---------------- | ---------------- |
| Finalista     | 1. | 15 lutego 2009       | Costa do Sauípe | Ceglana       | Tommy Robredo    | 3:6, 6:3, 4:6    |
| Zwycięzca     | 1. | 2 sierpnia 2009      | Gstaad          | Ceglana       | Andreas Beck     | 6:4, 7:6(2)      |
| Zwycięzca     | 2. | 7 lutego 2010        | Santiago        | Ceglana       | Juan Mónaco      | 6:2, 0:6, 6:4    |
| Zwycięzca     | 3. | 7 lutego 2012        | Gstaad          | Ceglana       | Janko Tipsarević | 6:7(6), 6:4, 6:2 |
| Finalista     | 2. | 21 października 2012 | Moskwa          | Twarda (hala) | Andreas Seppi    | 6:3, 6:7(3), 3:6 |
| Zwycięzca     | 4. | 23 maja 2015         | Genewa          | Ceglana       | João Sousa       | 7:6(4), 6:4      |
| Finalista     | 3. | 7 lutego 2016        | Quito           | Ceglana       | Víctor Estrella  | 6:4, 6:7(5), 2:6 |
| Finalista     | 4. | 16 kwietnia 2017     | Houston         | Ceglana       | Steve Johnson    | 4:6, 6:4, 6:7(5) |

#### Gra podwójna (1–2)
| Końcowy wynik | Nr | Data           | Turniej        | Nawierzchnia | Partner             | Przeciwnicy                         | Wynik finału      |
| ------------- | -- | -------------- | -------------- | ------------ | ------------------- | ----------------------------------- | ----------------- |
| Zwycięzca     | 1. | 14 lipca 2013  | Stuttgart      | Ceglana      | Facundo Bagnis      | Tomasz Bednarek Mateusz Kowalczyk   | 2:6, 6:4, 11–9    |
| Finalista     | 1. | 6 lutego 2016  | Quito          | Ceglana      | Marcelo Demoliner   | Pablo Carreño-Busta Guillermo Durán | 5:7, 4:6          |
| Finalista     | 2. | 24 lutego 2019 | Rio de Janerio | Ceglana      | Rogério Dutra Silva | Máximo González Nicolás Jarry       | 7:6(3), 3:6, 7–10 |

### Starty wielkoszlemowe (gra pojedyncza)
| Turniej         | 2007 | 2008 | 2009 | 2010 | 2011 | 2012 | 2013 | 2014 | 2015 | 2016 | 2017 | 2018 | 2019 | 2020 | Wygrane turnieje | Bilans w turnieju |
| --------------- | ---- | ---- | ---- | ---- | ---- | ---- | ---- | ---- | ---- | ---- | ---- | ---- | ---- | ---- | ---------------- | ----------------- |
| Australian Open | –    | –    | 1R   | 2R   | 2R   | 2R   | 1R   | 2R   | 1R   | 2R   | 1R   | –    | –    | –    | 0 / 9            | 5–9               |
| French Open     | –    | 1R   | 1R   | 4R   | 3R   | 1R   | –    | 2R   | 2R   | 1R   | 2R   | 1R   | –    | –    | 0 / 10           | 8–10              |
| Wimbledon       | –    | 2R   | –    | 3R   | 1R   | 1R   | –    | –    | 1R   | 2R   | 1R   | –    | –    | –    | 0 / 7            | 4–7               |
| US Open         | –    | 2R   | 2R   | 2R   | 1R   | 1R   | 1R   | 2R   | 3R   | 1R   | 1R   | –    | –    | –    | 0 / 10           | 6–10              |
| Bilans spotkań  | –    | 2–3  | 1–3  | 7–4  | 3–4  | 1–4  | 0–2  | 3–4  | 3–4  | 2–4  | 1–4  | 0–1  | –    | –    | N/A              | 23–36             |